# Metin Oktay
Metin Oktay (İzmir, 1936. február 2. – Isztambul, 1991. szeptember 13.) válogatott török labdarúgó, csatár, edző. Hatszoros török bajnoki gólkirály.

## Pályafutása

### Klubcsapatban
1954–55-ben az İzmirspor, 1955 és 1969 között a Galatasaray labdarúgója volt, kivéve az 1961–62-es idényt, amikor az olasz Palermo csapatában szerepelt. A Galatasaray-jal két török bajnoki címet és négy törökkupa-győzelmet ért el. 1959 és 1969 között hat alkalommal volt a török élvonal gólkirálya.

### A válogatottban
1955 és 1968 között 36 alkalommal szerepelt a török válogatottban és 19 gólt szerzett.

### Edzőként
1969–70-ben a Galatasaray segédedzője, majd 1970-ben átmenetileg a csapat vezetőedző is volt. 1972–73-ban a Bursaspor együttesénél dolgozott segédedzőként és itt is ideiglenesen vezetőedző is volt.

## Sikerei, díjai
Galatasaray
- Török bajnokság
  - bajnok (2): 1962–63, 1968–69
  - gólkirály (6): 1958–59, 1959–60, 1960–61, 1962–63, 1964–65, 1968–69
- Török kupa
  - győztes (4): 1963, 1964, 1965, 1966